# Anhalonin
Anhalonin ist ein Alkaloid aus der Gruppe der Kaktus-Alkaloide und der Tetrahydroisochinolinalkaloide.

## Vorkommen

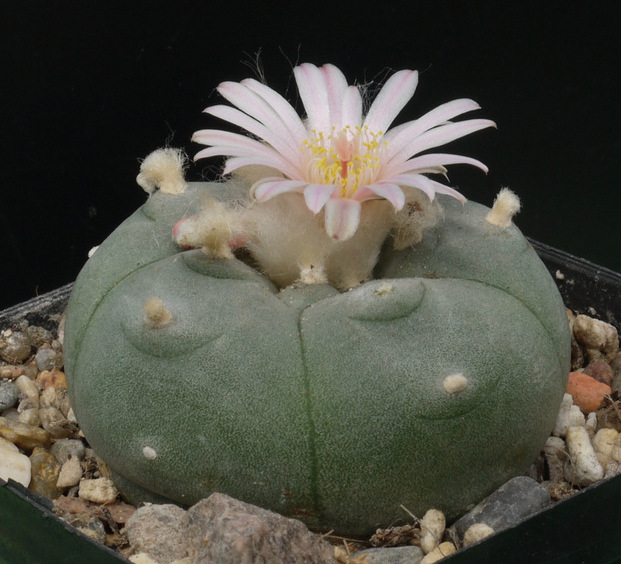
Lophophora williamsii

Anhalonin kommt in allen Lophophora-Arten in geringer Menge vor, beispielsweise in Lophophora williamsii.

## Biosynthese
Wie bei anderen Kaktusalkaloiden in Lophophora auch, geht die Biosynthese von Tyrosin aus. Dieses wird durch die Tyrosin-Decarboxylase decarboxyliert. Die nächsten Schritte sind die Einführung einer Hydroxylgruppe in Position 3 und die Methylierung derselben, Einführung einer dritten Hydroxylgruppe in Position 5 und die Methylierung der Hydroxylgruppe in Position 4. Durch Cyclisierung entsteht schließlich Anhalonidin. Aus diesem entsteht dann durch Bildung eines Acetals das Anhalonin.

Biosynthese von Anhalonin ausgehend von Tyrosin

## Eigenschaften
In einem Versuch verursachte die Einnahme kleinerer Mengen Schläfrigkeit.

## Verwendung
Anhalonin kann neben Mescalin und Lophophorin als Marker dienen, um aus  Lophophora williamsii hergestellte Drogen zu identifizieren.